# Ecclesia et Synagoga

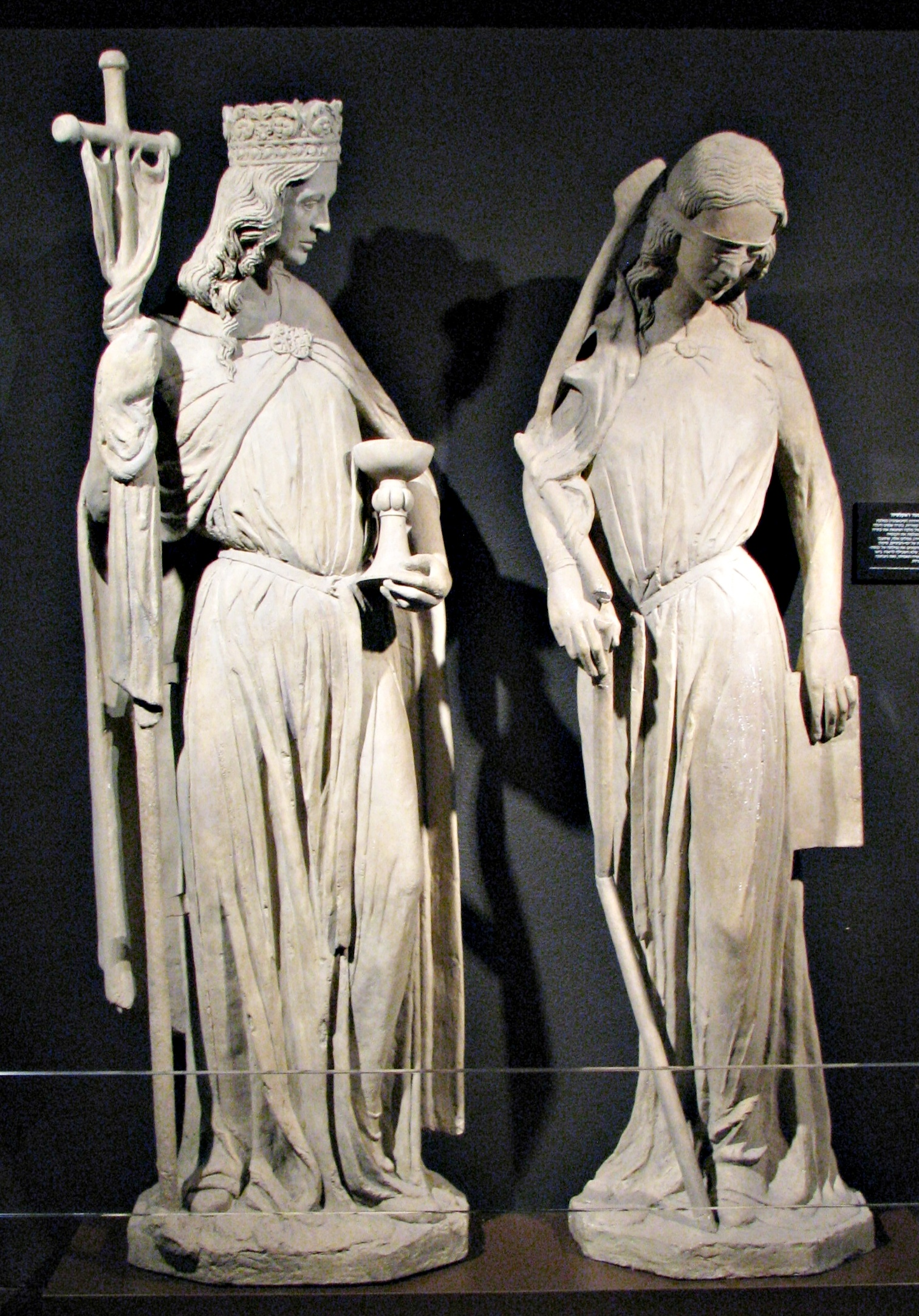
Ecclesia et Synagoga, статуи южного портала Страсбургского собора; копии из Музея еврейского народа в Тель-Авиве

Ecclesia et Synagoga (с лат.  Церковь и Синагога) — популярный мотив, аллегории в христианских текстах и изображениях, в том числе в средневековом христианском искусстве, выступающие индивидуально или в виде контрастирующей пары победившей Церкви и побеждённой Синагоги. Символизируют торжество христианства над иудаизмом; выражают фундаментальную для христианского учения идею спасения.
Образ включает иерархические отношения. Младшая Церковь положительно отличается от старшей Синагоги, Новый Завет от Ветхого, христиане от евреев. Ecclesia et Synagoga в качестве инструмента христианского учения занимают центральное место в типологической спасительно-исторической интерпретации мира, которая стала проявляться в текстовой традиции с поздней античности и как иконографическая программа с начала Высокого Средневековья.
Мотив с течением времени демонстрирует всё более выраженную негативную оценку иудаизма. В эпоху Каролингов эти две царственные дамы, поставленные в оппозицию, напомнили об общей теологической основе, разделяемой христианством и иудаизмом. Но с течением времени изображение Синагоги становилось всё более несимпатичным и уничижительным. Так, мраморный рельеф Бенедетто Антелами «Снятие с креста» изображает ангела, лишающего Синагогу всего её достоинства, что передаёт ухудшающееся положение европейского еврейства в XII веке.
Изображения часто встречаются на средневековых христианских миниатюрах. Также эта символика, отражённая в виде двух изящных женских фигур, которые обычно помещались снаружи здания, стала традиционным украшением многих средневековых церквей, особенно во Франции, Англии и Германии. Церковь изображена коронованной девой, прямо стоящей и торжествующей, несущей крест или чашу; у Синагоги обычно завязаны глаза (возможно, отсылка к 2Кор. 3:13—16), она представлена унылой, держит сломанный жезл и иногда разбитые Скрижали Завета, символизирующие Ветхий Завет.
Самые известные статуи этого типа расположены на внешней стороне Страсбургского и Бамбергского соборов. Они также присутствуют в Реймсе, Париже и Бордо. В Англии они встречаются обычно в испорченном состоянии. Известны в Рочестере, Линкольне, Солсбери и Винчестере. В резьбе по дереву на хоровой скамье в Эрфуртском соборе Церковь изображена верхом на гарцующем коне и атакующей Синагогу, восседающую верхом на свинье.
Изображение синагоги с завязанными глазами отразилось также в еврейском рукописном искусстве. Так, в рукописном молитвеннике XIV века имеется миниатюра Торы с завязанными глазами со своим супругом, народом Израиля (Hamburg, Cod. Lev. 37).